# زنان در سنگال

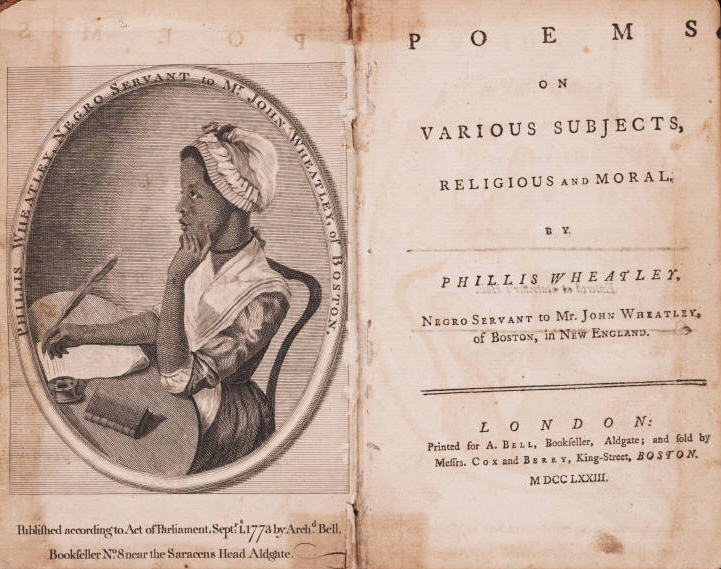
فیلیس ویتلی شاعر، متولد سنگال و فروخته شده به عنوان برده در بوستون در سال ۱۷۶۱.

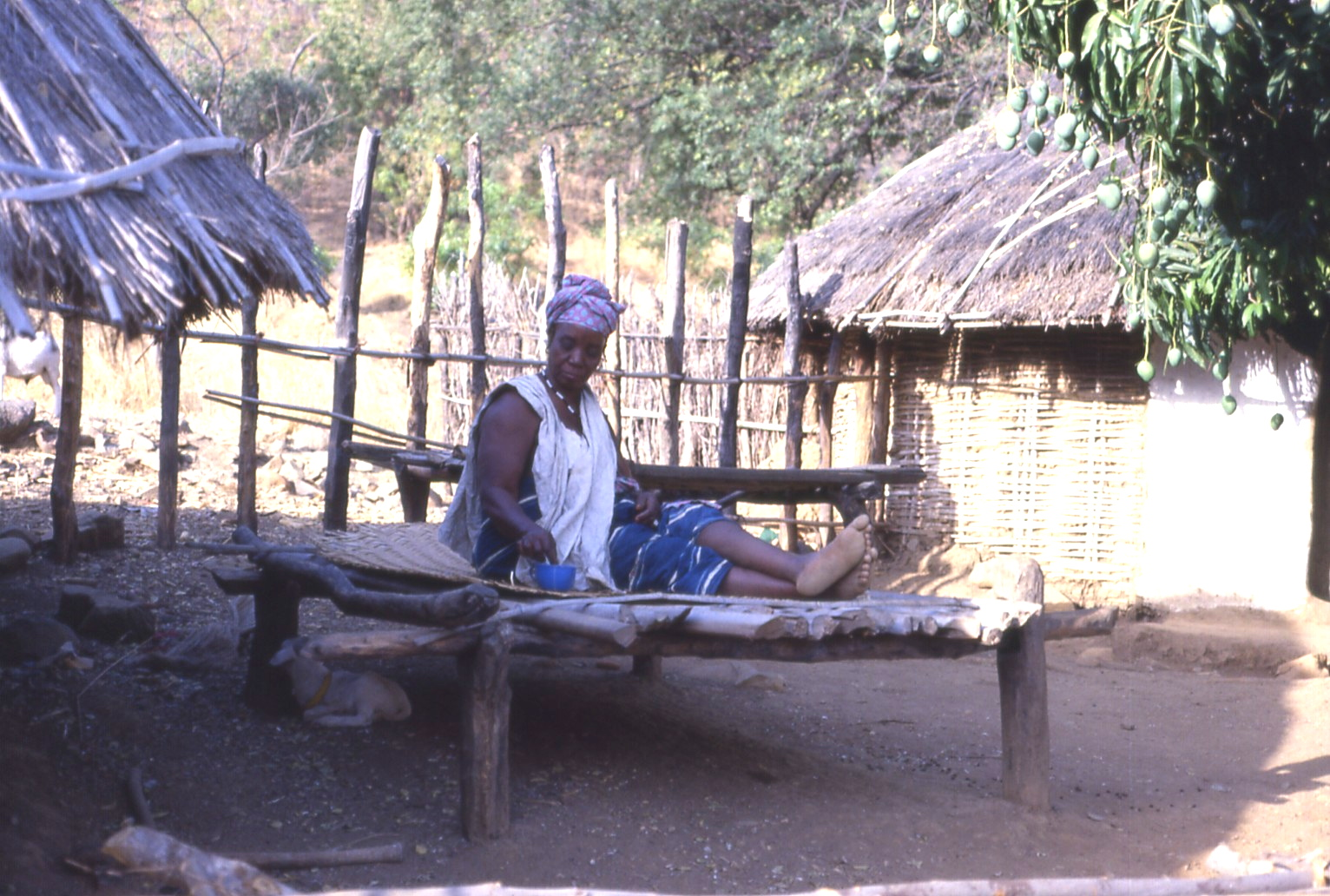
مادرسالاری در ایبل، سنگال

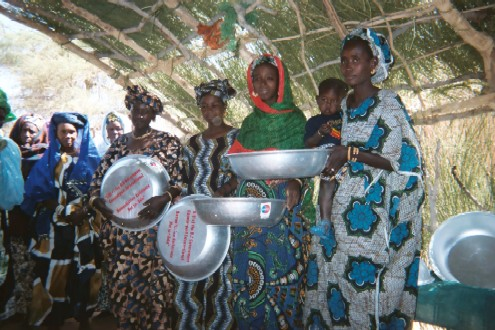
آشپزی سنگالی.

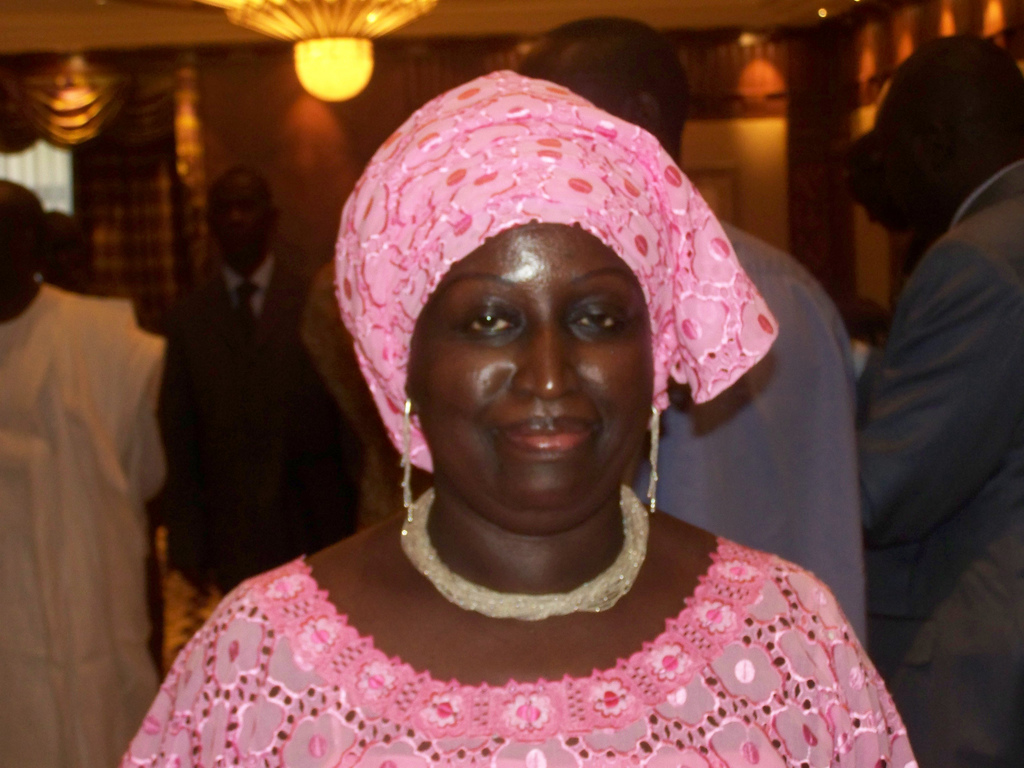
پندا امبو، تاریخ‌نگار و فعال اجتماعی.

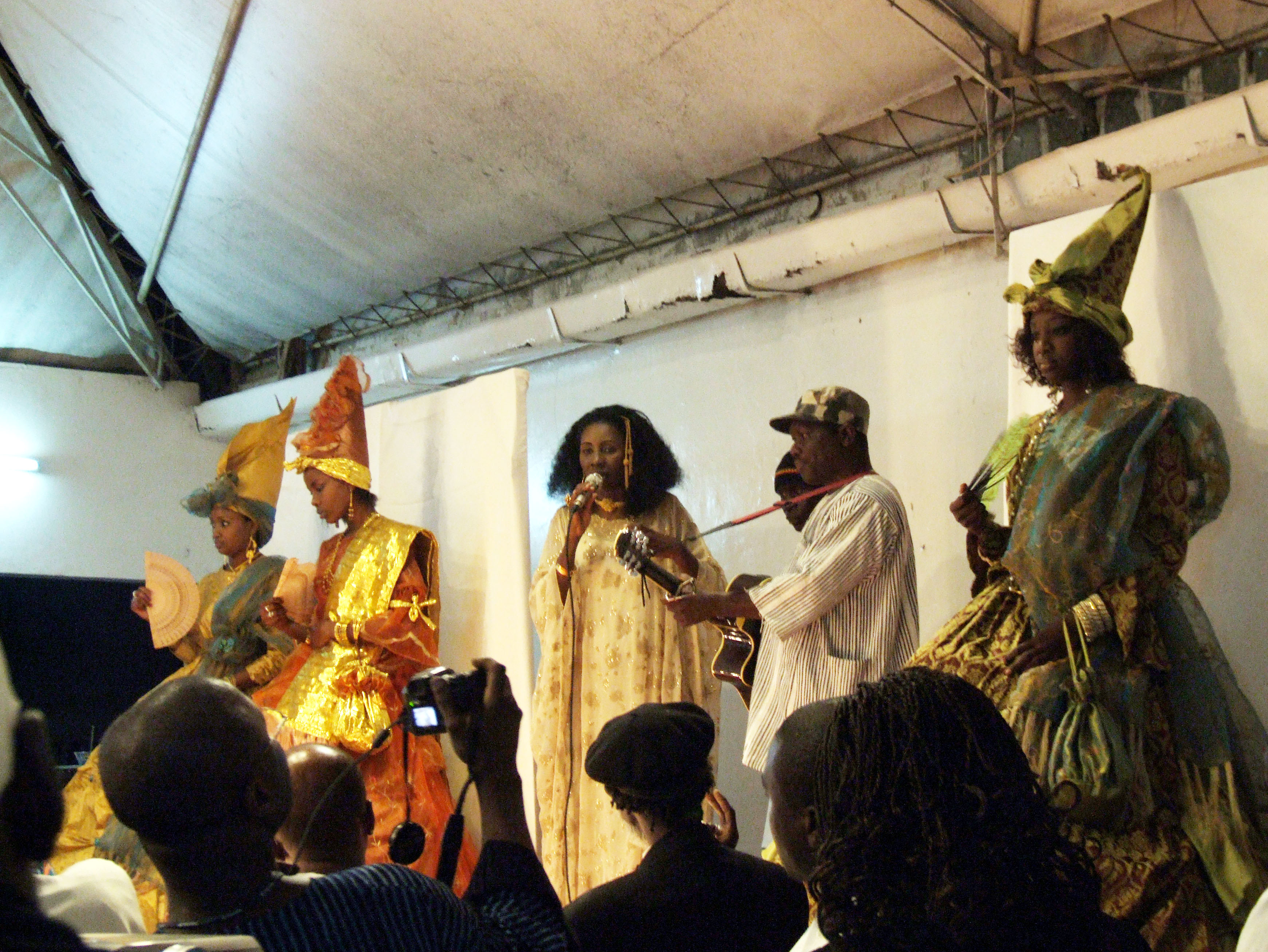
استایلیست اوومو سی در داکار سال ۲۰۰۷.

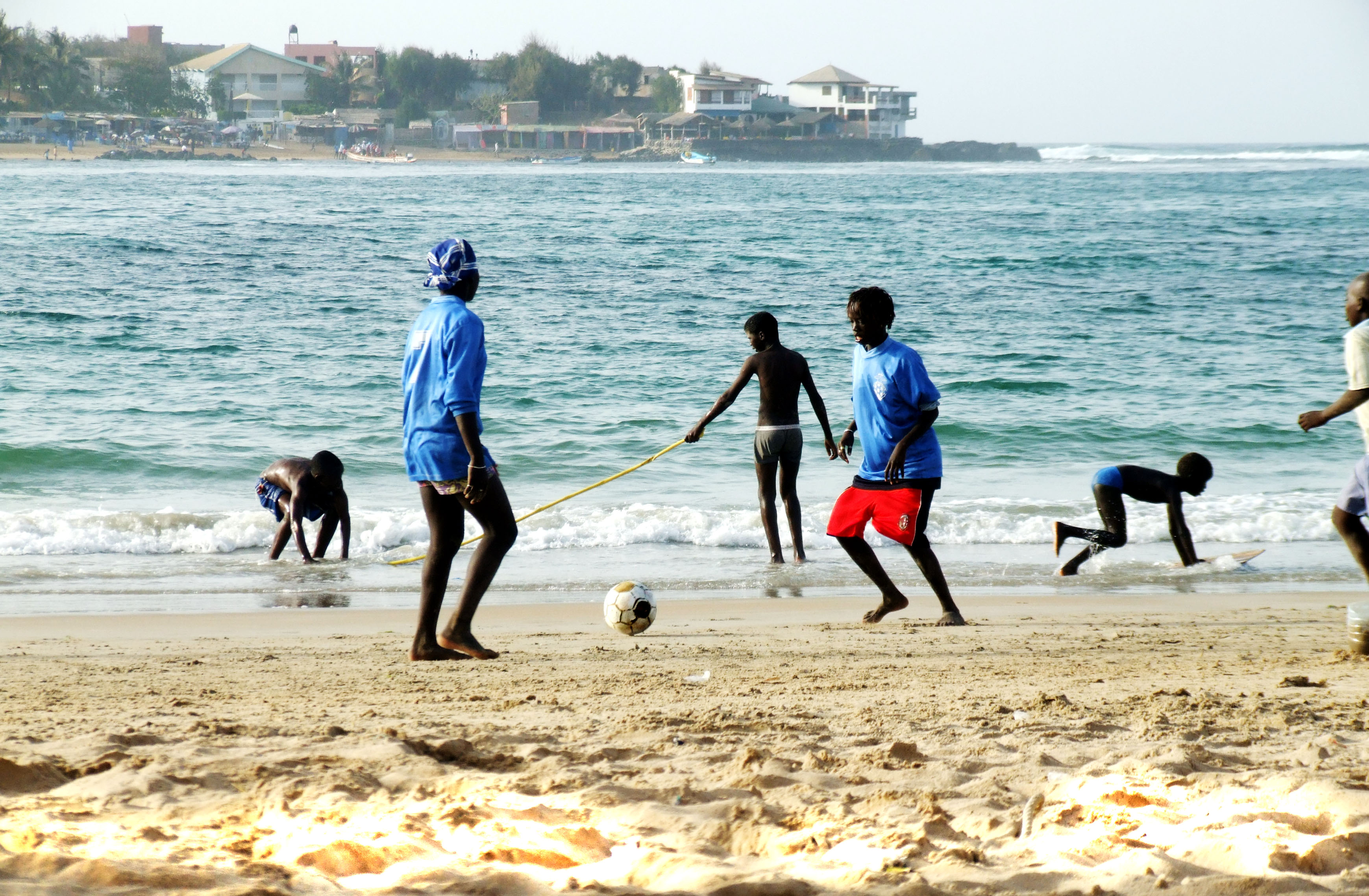
بازیکنان فوتبال در ساحل نگور

زنان در سنگال وضعیت اجتماعی سنتی دارند که توسط رسوم محلی و دین شکل گرفته است. طبق نظرسنجی سال ۲۰۰۵، نرخ شیوع ختنه زنان در سنگال شامل ۲۸ درصد از تمامی زنان بین ۱۵ تا ۴۹ ساله می‌شود.

## تاریخ
تقسیم کار سنتی در سنگال به این صورت بوده که زنان مسئول وظایف خانگی مانند آشپزی، تمیزکاری و مراقبت از کودکان بودند. آن‌ها همچنین مسئول بخش عمده‌ای از کارهای کشاورزی، از جمله علف‌زنی و برداشت محصولات، برای محصولات رایجی مانند برنج بودند. زنان طبقات اشرافی معمولاً در صحنه‌های سیاسی تأثیرگذار بودند. این امر تا حدی به این دلیل بود که اصالت از مادر به پسر منتقل می‌شد و نسب مادری راهی برای تبدیل یک شاهزاده به پادشاه بود (به ویژه در پادشاهی‌های ولوف). زنان برجسته‌ای همچون یاسین بوبو، ندات یالا و خواهرش نجمت موبدی به عنوان الگوهایی برای زنان معاصر سنگال شناخته می‌شوند.
در دهه‌های اخیر، تغییرات اقتصادی و شهرنشینی منجر به مهاجرت بسیاری از مردان جوان به شهرها، مانند داکار شده است. در نتیجه زنان روستایی به‌طور فزاینده‌ای در مدیریت منابع جنگلی روستاها و راه‌اندازی آسیاب‌های جو و برنج مشغول شده‌اند. سازمان توسعه روستایی دولتی قصددارد تا زنان روستایی را سازماندهی کرده و آن‌ها را به‌طور فعال‌تری در فرایند توسعه مشارکت دهد. زنان نقش برجسته‌ای در کمیته‌های بهداشت روستا و برنامه‌های پیش از زایمان و پس از زایمان ایفا می‌کنند. در مناطق شهری، با وجود اینکه زنان در اسلام در جایگاه دوم قرار دارند، تغییرات فرهنگی باعث شده که زنان وارد بازار کار شوند و به عنوان کارمندان اداری و فروشگاه‌ها، کارگران خانگی و کارگران غیر ماهر در کارخانه‌های نساجی و کنسروسازی تن ماهی مشغول به کار شوند.
سازمان‌های غیردولتی همچنین در ترویج فرصت‌های اقتصادی برای زنان فعال هستند. وام‌های میکرو برای کسب‌وکارهای زنان وضعیت اقتصادی بسیاری را بهبود بخشیده است.
سنگال کنوانسیون رفع هرگونه تبعیض علیه زنان را که توسط مجمع عمومی سازمان ملل متحد تصویب شده بود، تصویب کرد و همچنین پروتکل اضافی آن را نیز پذیرفت. سنگال همچنین یکی از امضاکنندگان منشور حقوق بشر و حقوق ملت‌های آفریقا است که در نشست اتحادیه آفریقا در سال ۲۰۰۳ تصویب شد. از سال ۲۰۱۱، فمینیست‌های سنگالی از کم‌کاری دولت در اجرای پروتکل‌ها، کنوانسیون‌ها و دیگر متونی که حقوق زنان را به‌طور قانونی محافظت می‌کنند، انتقاد دارند.

## حقوق زنان
زنان در سنگال با نابرابری‌های زیادی در وضعیت اجتماعی خود روبرو هستند. نرخ بی‌سوادی در میان زنان بالا است. آن‌ها کمتر از ده درصد نیروی کار رسمی را تشکیل می‌دهند. ختنه زنان در برخی مناطق روستایی همچنان به عنوان یک عمل پایدار ادامه دارد، با وجود اینکه طبق قانون اساسی سال ۲۰۰۱ غیرقانونی اعلام شده است. حقوق قانونی زنان در ازدواج‌های چندهمسری و قوانین اسلامی مربوط به مالکیت اموال مشابه است.

### بریدن آلت زنانه
ختنه زنان در سنگال وجود دارد. طبق نظرسنجی سال ۲۰۰۵، نرخ شیوع ختنه زنان شامل ۲۸ درصد از تمامی زنان بین ۱۵ تا ۴۹ سال است. تفاوت‌های قابل توجهی در شیوع منطقه‌ای وجود دارد. ختنه زنان بیشتر در جنوب سنگال (۹۴ درصد در منطقه کُلدَ) و شمال‌شرقی سنگال (۹۳ درصد در منطقه ماتام) رواج دارد.
نرخ ختنه زنان در دیگر مناطق پایین‌تر است: تامباکوندا (۸۶٪)، زیگینشور (۶۹٪)، و کمتر از ۵٪ در مناطق دیوربل و لوگا. ۹۴ درصد جمعیت سنگال مسلمان هستند (ختنه زنان یک عمل اسلامی نیست). نرخ شیوع ختنه زنان بسته به دین متفاوت است: ۲۹٪ از زنان مسلمان، ۱۶٪ از زنان انیمیس و ۱۱٪ از زنان مسیحی تحت ختنه قرار گرفته‌اند.

## افراد برجسته

### چهره‌های مذهبی
- میم دیارا بوسو

### زنان سیاستمدار
- ندوامب نیایه – تیومب سامب – میم یاسین دیانه – آلاین سیته دیاتا – آرام دیانه – کارولین فای – آن ماری سوهای – لنا دیانه – آوا دیا تیام – میم مدیور بوی – ماری-آنژلیک ساوانه – آوا ماری کول سِک – امیناتا تال – نداته یالا – امیناتا مبنگو نیایه – پندا امبو – صفیاتو تیام – آیْدا مبودج – ندایه فاتوه با – لِنا دیانه – گناگنا تورِه – آرام ندوِه

### دانشمندان
- آوا ماری کول سِک – رز دیانگ-کنتز – پندا امبو – صفیاتو تیام

### زنان نویسنده
- ماریاما با – فاتو دیومه – ماریاما اندویه – خدی سیلا – ماریاما با – ماریاما بری – ندایه کومبا مبنگو دیاته – سوکنا بنگا – ژاکلین فاطیما بوکوم – کن بگول – آیستاتو سیسه – فاما دیانه سنه – نافیساتو دیمانکا-بسلند – میم یونوس دیانگ – فاتو دیومه – خدی فال – خدی هانه – امیناتا میگا کا – ندایه فاتوه کانه – آنته امبایه درنویل – امیناتا سو فل – فاتو نیابه سو – ماریاما اندویه – میم سک مباگه – آبیباتو تراوره – رحمتو سک سامب – نافیساتو دیا دیوف

### فیلمسازان
- سافی فیه – خدی سیلا – لورنش آتالی – آنژل دیابانگ برنر – دیانا گایه – آیچا تیام – سوکنا آمار

### استایلیست‌ها
- اوومو سی – کوکو کانه – کوله آردو سو – آداما پاریس – دیوما دیانگ دیاته – ژوئل لو بوسی – نافیساتو دیو

### رقصندگان
- جرمن آکونی

### خوانندگان
- فمبایه عیسی دیو – آجا مبانا دیو – آجا خار امبایه – کومبا گاوولو سِک – دیارا – ویویان ندور – دیابو سامب – کینه لام – دارو امبایه – ندایه امبایه

### قهرمانان ورزشی
- تیم ملی بسکتبال زنان سنگال
- کنه اندوی – امی امباکه تیام

### دیگران
- اولیماتا سار

### فیلم‌شناسی
- (به فرانسوی) تروما و آسیب روانی زنان در برابر چندهمسری (Ousmane Sembène, 1969)
- (به فرانسوی) Moolaadé (عثمان سمبین، ۲۰۰۴)
- (به فرانسوی) لبخند زیبای من (Angèle Diabang Brener, 2005)
- (به فرانسوی) زنان سنگالی و اسلام (آنژل دیابانگ برنر، ۲۰۰۷)